# ديزي (دشتياري)
ديزي (بالفارسية: دیزی) هي قرية تقع في قسم نغور الريفي (مقاطعة تشابهار) في إيران. يقدر عدد سكانها بـ 660 نسمة بحسب إحصاء 2016.